# Bexhill-on-Sea
Bexhill-on-Sea (ofta enbart: Bexhill) är en stad och civil parish i grevskapet East Sussex i sydöstra England. Staden är huvudort i distriktet Rother och ligger på den engelska sydkusten, nära Hastings. Tätorten (built-up area) hade 43 754 invånare vid folkräkningen år 2021.
Staden var tidigare känd som badort. Bexhill-on-Sea nämndes i Domedagsboken (Domesday Book) år 1086, och kallades då Bexelei.